# Marc Klok
Marc Anthony Klok (ur. 20 kwietnia 1993 w Amsterdamie) – indonezyjski piłkarz holenderskiego pochodzenia grający na pozycji pomocnika w klubie Persib Bandun oraz reprezentacji Indonezji.

## Kariera
Karierę rozpoczynał w Holandii w rezerwach FC Utrecht. Potem grywał w klubach ze Szkocji (Dundee FC, Ross County) oraz w Oldham Athletic. W latach 2014–2016 reprezentował barwy Czerno More Warna. W 2015 zdobył z drużyną jedyny w historii Puchar oraz Superpuchar Bułgarii. W 2017 wyjechał do Indonezji. Tam grał w PSM Makassar czy Persiji Dżakarta. W 2021 podpisał kontrakt z Persib Bandun.
Po 5 latach gry w Indonezji ukończył proces naturalizacji. W reprezentacji Indonezji zadebiutował 1 czerwca 2022 w meczu z Bangladeszem. Pierwszą bramkę w kadrze zdobył 8 czerwca tego samego roku w starciu z Kuwejtem.